# École supérieure de chimie, physique, électronique de Lyon
Fundada el 1883, l'École supérieure de chimie, physique, électronique de Lyon, també anomenada CPE Lyon, és una grande école d'enginyeria de França. Està situada a la ciutat de Lió i inclou el Campus La Doua de Villeurbanne.
CPE Lyon és un establiment d'ensenyament superior i de recerca tècnica.
L'escola lliura els títols següents:
- Diploma d'enginyer de CPE Lyon (Màstere Ingénieur CPE Lyon)
- Diploma de màster de recerca i doctorat
- Mastère spécialisé[2]

## Professors famosos
- François Auguste Victor Grignard, un químic i professor universitari francès guardonat amb el Premi Nobel de Química l'any 1912

## Graduats famosos
- Yves Chauvin, un químic francès guardonat amb el Premi Nobel de Química l'any 2005[3]